# Ясківка індійська
Ясківка індійська (Petrochelidon fluvicola) — вид горобцеподібних птахів родини ластівкових (Hirundinidae). Поширений в Південній Азії.

## Поширення

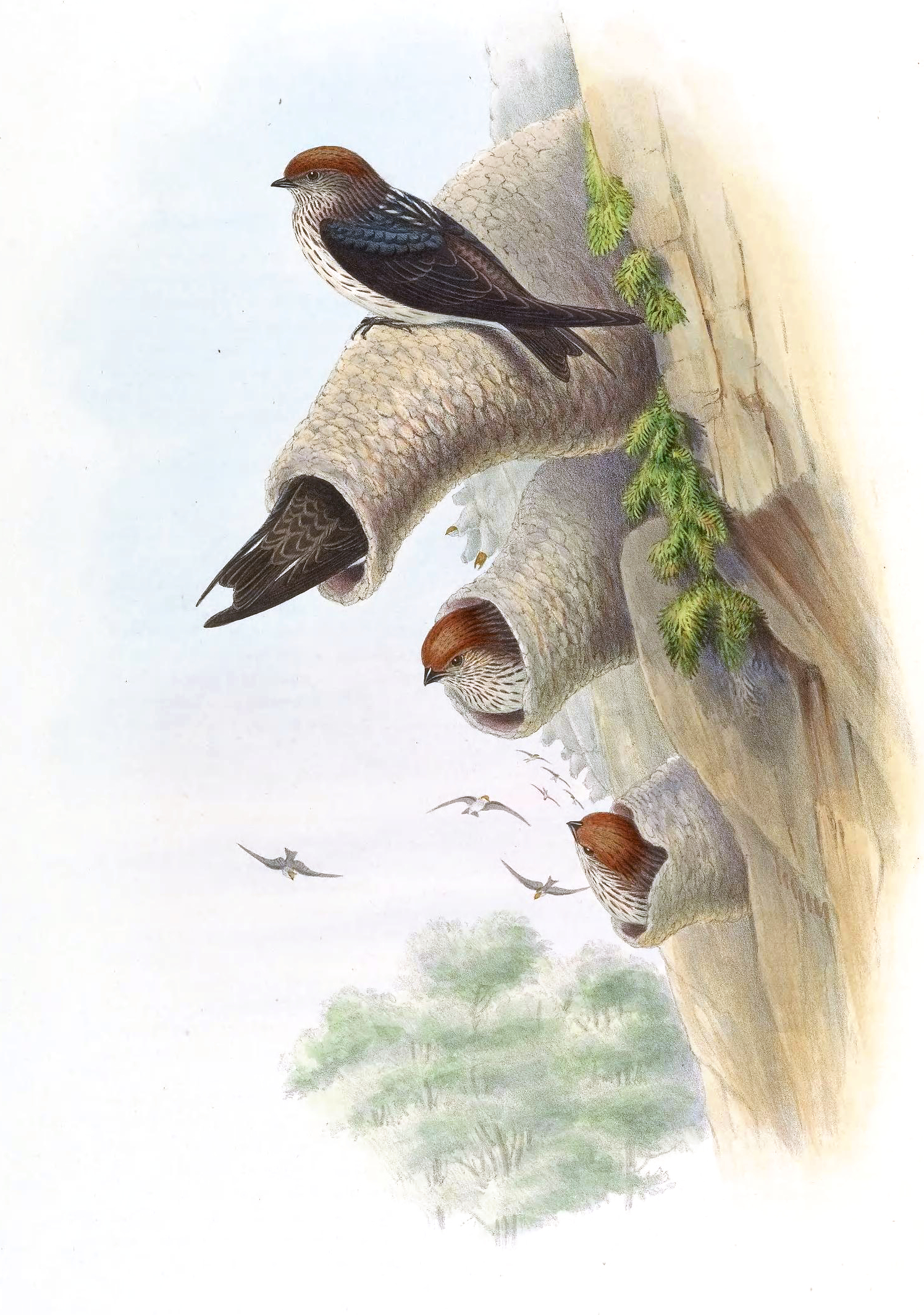
Індійські ясківки

Вид поширений від рівнин Пакистану на схід уздовж підніжжя Гімалаїв до Сіккіму і на південь через Індійський півострів до індійського штату Тамілнаду. Мандрівні птахи спостерігаються на Шрі-Ланці, Аравії та Мальдівах. Трапляється великими колоніями на оброблених полях і відкритих територіях біля ставків, озер, каналів і річок.